# Tom Sizemore
Thomas Edward Sizemore Jr. (29. listopadu 1961 Detroit – 3. března 2023 Burbank) byl americký herec. Je známý pro své vedlejší role ve filmech Born on the Fourth of July (1989), Harley Davidson and the Marlboro Man (1991), Přepadení ve vzduchu (1992), Pravdivá romance (1993), Natural Born Killers (1994), Strange days (1995), Heat (1995), Zachraňte vojína Ryana (1998), Red planet (2000), Černý jestřáb sestřelen (2001), Pearl Harbor (2001), revival televizního seriálu Twin Peaks (2017) a pro namluvení Sonnyho Forelliho ve videohře Grand Theft Auto: Vice City (2002).

## Smrt
Pro prasklou mozkovou výduť byl 18. února 2023 v kritickém stavu hospitalizován v losangeleské nemocnici. Charles Lago, který jej zastupoval, uvedl v oznámení vydaném 27. února, že lékaři: „považují stav za beznadějný a doporučili Sizemorově rodině rozhodnutí ukončit život“. Sizemore zemřel 3. března v jednašedesáti letech.